# 1989

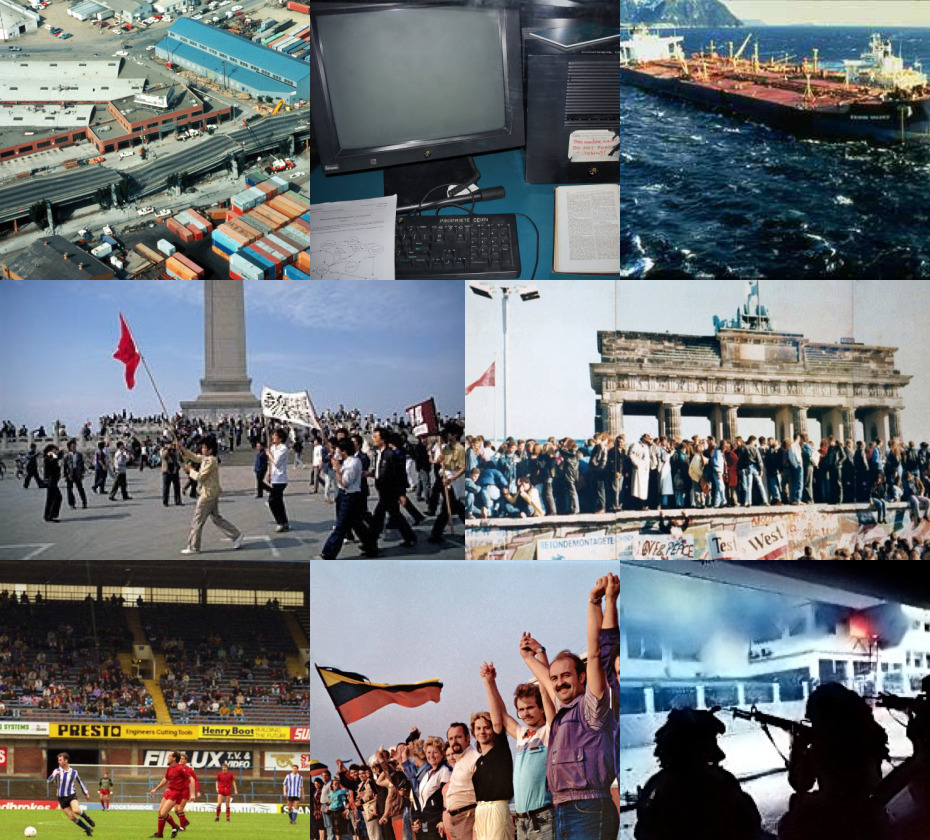
Theo chiều kim đồng hồ từ bên trái: Trận động đất xảy ra tại khu vực Vịnh San Francisco khiến 63 người thiệt mạng; Tài liệu đầu tiên đề xuất cho World Wide Web được gửi tại CERN bởi Tim Berners-Lee; Tàu Exxon Valdez bị mắc cạn ở Alaska, gây ra tràn dầu lớn nhất thập kỷ; Bức tường Berlin lật đổ đánh dấu sự sụp đổ của Chủ nghĩa Cộng sản tại Đông Âu; Hoa Kỳ tiến hành xâm lược Panama để hạ bệ Manuel Noriega; Cuộc cách mạng Baltic dẫn đến sự độc lập của các nước Baltic; Khán đài của Sân vận động Hillsborough, nơi xảy ra thảm họa Hillsborough, một trong những thảm họa bóng đá nổi tiếng nhất lịch sử; Những sinh viên biểu tình tại Quảng trường Thiên An Môn, Bắc Kinh, nhiều người bị giết bởi lực lượng của Đảng Cộng sản Trung Quốc.

1989 (MCMLXXXIX) là một năm thường bắt đầu vào Chủ nhật của lịch Gregory, năm thứ 1989 của Công nguyên hay của Anno Domini, the năm thứ 989  của thiên niên kỷ 2, năm thứ 89  của thế kỷ 20, và năm thứ  10  và cuối cùng của thập niên 1980. 

## Sự kiện

### Tháng 1
- 1 tháng 1: 
  - Jean-Pascal Delamuraz trở thành tổng thống Thụy Sĩ.
  - Hiệp ước thương mại tự do giữa Hoa Kỳ và Canada có hiệu lực.
- 2 tháng 1: Ranasinghe Premadasa trở thành tổng thống mới Sri Lanka.
- 8 tháng 1: Nguyễn Đình Truyền ra đời.

### Tháng 2
- 16 tháng 2 – 3 tháng 3: Giải vô địch bóng đá trẻ thế giới 1989 tổ chức tại Ả Rập Xê Út, đội tuyển bóng đá U-20 quốc gia Bồ Đào Nha lần đầu tiên giành chức vô địch.

### Tháng 4
- 2 tháng 4: Zine El Abidine Ben Ali trở thành tổng thống Tunisia.
- 14 tháng 4: Quân đội Liên Xô rút khỏi Afghanistan.

### Tháng 5
- 9 tháng 5: Slobodan Milošević trở thành tổng thống Serbia.
- 23 tháng 5: Richard von Weizsäcker tái đắc cử tổng thống CHLB Đức.

### Tháng 6
- 1 tháng 6: Tập đoàn Công nghiệp – Viễn thông Quân đội (Viettel) chính thức thành lập.
- 4 tháng 6: Sự kiện Thiên An Môn, Trung Quốc.
- 6 tháng 6: Ayatollah Seyyed Alī Chāmene'ī trở thành nhà lãnh đạo quốc gia Iran.
- 7 tháng 6: Một chiếc Douglas DC-8 của Suriname Airways rơi tại Paramaribo, Suriname, khiến 168 người thiệt mạng.
- 10 – 24 tháng 6: Giải vô địch bóng đá U-16 thế giới 1989 tổ chức tại Scotland, đội tuyển bóng đá U-16 quốc gia Ả Rập Xê Út lần đầu tiên giành chức vô địch.
- 11 tháng 6: France-Albert René tái đắc cử tổng thống Seychelles.
- 30 tháng 6: Omar Hassan Ahmad al-Bashir trở thành tổng thống của Cộng hòa Sudan.

### Tháng 7
- 1 tháng 7: 
  - Đài Phát thanh - Truyền hình Quảng Trị chính thức được thành lập.
  - Đài Phát thanh - Truyền hình Phú Yên chính thức được thành lập.
- 4 tháng 7: Một chiếc tiêm kích cánh cụp - cánh xòe Mikoyan-Gurevich MiG-23M của Không quân Liên Xô (VVS) đã khiến NATO và toàn dư luận châu Âu trở nên náo loạn khi nó tiến vào không phận Tây Âu mà không có phi công điều khiển.
- 19 tháng 7: Chuyến bay 232 của united airlines. Một chiếc máy bay McDonnell Douglas DC-10 của United Airlines khi đang bay ở độ cao 37.000 ft thì bị hỏng hệ thống thủy lực do một vụ nổ ở động cơ số 2 rơi tại Iowa, Hoa Kỳ khi đang cố hạ cánh , khiến 112 người thiệt mạng.

### Tháng 8
- 6 tháng 8: Jaime Paz Zamora trở thành tổng thống Bolivia.
- 24 tháng 8: 
  - Wojciech Jaruzelski trở thành tổng thống Ba Lan đầu tiên.
  - Tadeusz Mazowiecki trở thành thủ tướng Ba Lan.

### Tháng 9
- 11 tháng 9: Hungary mở cửa biên giới với Áo.
- 23 tháng 9: Azerbaijan tuyên bố độc lập.

### Tháng 10
- 23 tháng 10: 
  - 300.000 người tập trung biểu tình tại Leipzig, Đức.
  - Hiến pháp mới của Hungary có hiệu lực.
- 26 tháng 10: Biểu tình tại Dresden, Đức với 100.000 người tham dự.

### Tháng 11
- 9 tháng 11: Mở cửa Bức tường Berlin và biên giới nội Đức.

### Tháng 12
- 4 tháng 12: Lại xảy ra biểu tình tại Leipzig với 150.000 người tham dự.
- 17 tháng 12: The Simpsons chính thức lên sóng.
- 22 tháng 12: Cổng Brandenburg tại Berlin được mở lại sau 28 năm đóng cửa.
- 29 tháng 12: Václav Havel được bầu làm tổng thống Tiệp Khắc.

## Sinh

### Tháng 1
- 3 tháng 1: Alex D. Linz, diễn viên người Mỹ
- 5 tháng 1: Oanh Kiều, nữ diễn viên người Việt Nam
- 6 tháng 1: Max Pirkis, diễn viên người Anh
- 9 tháng 1: Michaella Krajicek, nữ vận động viên quần vợt người Hà Lan
- 12 tháng 1: Trương Quỳnh Anh, nữ diễn viên, ca sĩ người Việt Nam
- 17 tháng 1: Phương Hằng, diễn viên người Việt Nam
- 20 tháng 1: Trung Quân, ca sĩ người Việt Nam
- 25 tháng 1: Trang Pháp (Nguyễn Thùy Trang), nữ ca sĩ người Việt Nam, thành viên nhóm nhạc nữ Lunas

### Tháng 2
- 5 tháng 2: Jeremy Sumpter, diễn viên Mỹ
- 10 tháng 2: Rebecca Horner, nữ diễn viên người Áo
- 20 tháng 2: Hằng Bingboong, nữ ca sĩ người Việt Nam
- 23 tháng 2: Tường Vi, diễn viên nổi tiếng người Việt Nam
- 28 tháng 2: Angelababy, nữ người mẫu, diễn viên Trung Quốc

### Tháng 3
- 5 tháng 3: Jake Lloyd, diễn viên Mỹ
- 5 tháng 3: Sterling Knight, diễn viên Mỹ
- 9 tháng 3: Kim Taeyeon, nữ ca sĩ người Hàn Quốc, thành viên nhóm nhạc nữ Girls' Generation
- 11 tháng 3: Đặng Thị Ngọc Hân, nhà thiết kế áo dài người Việt Nam, Hoa hậu Việt Nam 2010
- 13 tháng 3:
  - Harry Melling, diễn viên người Anh
  - Anh Khang, ca sĩ, nhạc sĩ người Việt Nam
- 18 tháng 3:
  - Nishino Kana, ca sĩ người Nhật Bản
  - Hề Mộng Dao, nữ người mẫu người Trung Quốc
- 19 tháng 3: Vũ Hạnh Nguyên, nữ ca sĩ, người mẫu người Việt Nam, vợ của ca sĩ, nhạc sĩ Nguyễn Đức Cường
- 21 tháng 3: Nguyễn Trần Duy Nhất, võ sĩ chuyên nghiệp người Việt Nam
- 22 tháng 3: Diễm Sương, nữ ca sĩ người Mỹ/Việt Nam
- 25 tháng 3: Alyson Michalka, nữ diễn viên Mỹ
- 29 tháng 3: Tâm Tít (Phạm Thanh Tâm), nữ ca sĩ, diễn viên người Việt Nam

### Tháng 4
- 12 tháng 4: Karik (Phạm Hoàng Khoa), rapper người Việt Nam
- 18 tháng 4: Jessica Jung (Jung Soo Yeon), nữ ca sĩ người Hàn Quốc, thành viên nhóm nhạc nữ Girls' Generation
- 23 tháng 4: Nicole Vaidišová, nữ vận động viên quần vợt người Séc
- 26 tháng 4: Daesung, ca sĩ người Hàn Quốc, thành viên nhóm nhạc Big Bang.

### Tháng 5
- 4 tháng 5:
  - Dániel Gyurta, vận động viên bơi lội người Hungary
  - Meguri, thần tượng áo tắm, nữ diễn viên khiêu dâm và điện ảnh người Nhật Bản
- 13 tháng 5: 
  - Tóc Tiên, nữ ca sĩ người Việt Nam, vợ của nhạc sĩ, nhà sản xuất thu âm Touliver
  - Đen (Nguyễn Đức Cường), rapper, nhạc sĩ, người dẫn chương trình người Việt Nam
- 15 tháng 5: Sunny Lee, ca sĩ nhóm nhạc Hàn Quốc Girls' Generation
- 30 tháng 5: Park Sun-young, ca sĩ nhóm nhạc Hàn Quốc T-ARA
- 31 tháng 5: Marco Reus, cầu thủ bóng đá người Đức

### Tháng 6
- 2 tháng 6: 
  - Freddy Adu, cầu thủ bóng đá Mỹ
  - Tronie Ngô, ca sĩ, rapper người Việt Nam, cựu thành viên nhóm nhạc 365
  - Chi Dân, ca sĩ kiêm nhạc sĩ người Việt Nam
- 3 tháng 6: Katie Hoff, nữ vận động viên bơi lội người Mỹ
- 10 tháng 6: Dương Trương Thiên Lý, Á hậu Hoàn vũ Việt Nam 2008
- 11 tháng 6: Bùi Lan Hương, nữ ca sĩ người Việt Nam
- 18 tháng 6: Renee Olstead, nữ ca sĩ, diễn viên người Mỹ

### Tháng 7
- 7 tháng 7: Huỳnh Hiền Năng, nhạc sĩ người Việt Nam
- 11 tháng 7: Lê Dương Bảo Lâm, diễn viên người Việt Nam
- 16 tháng 7: Gareth Bale, cầu thủ bóng đá người xứ Wales
- 23 tháng 7: Daniel Radcliffe, diễn viên người Anh
- 24 tháng 7: Jun Phạm (Phạm Duy Thuận), ca sĩ, diễn viên, người Việt Nam, thành viên cựu nhóm nhạc 365
- 25 tháng 7: Đinh Mạnh Ninh, ca sĩ, nhạc sĩ người Việt Nam

### Tháng 8
- 1 tháng 8: Tiffany Hwang, ca sĩ người Hàn Quốc, thành viên nhóm nhạc nữ Girls' Generation
- 12 tháng 8: Tom Cleverly, cầu thủ bóng đá người Anh
- 21 tháng 8: Hayden Panettiere, nữ diễn viên người Mỹ
- 22 tháng 8: Diệp Lâm Anh, nữ ca sĩ người Việt Nam, thành viên nhóm nhạc nữ Lunas
- 24 tháng 8: Rob Knox, diễn viên người Anh (m. 2008)

### Tháng 9
- 1 tháng 9: Lâm Vỹ Dạ, nữ diễn viên Việt Nam
- 2 tháng 9: Zedd (Anton Zaslavski), DJ, nhà sản xuất nhạc dance điện tử người Nga/Đức
- 8 tháng 9: Avicii (Tim Bergling), DJ, nhà sản xuất âm nhạc người Thụy Điển (m. 2018)
- 10 tháng 9: Trương Bích Thần, nữ ca sĩ người Trung Quốc
- 12 tháng 9: Độ Mixi (Phùng Thanh Độ), YouTuber, streamer người Việt Nam
- 13 tháng 9: Thomas Müller Cầu thủ Bóng đá người Đức
- 14 tháng 9: Lee Jong Suk, nam diễn viên và người mẫu người Hàn Quốc
- 16 tháng 9: Vương Anh Tú, ca sĩ, nhạc sĩ kiêm nhà sản xuất âm nhạc người Việt Nam
- 22 tháng 9: Kim Hyo Yeon, ca sĩ và DJ người Hàn Quốc Girls' Generation
- 23 tháng 9: Phương Oanh, nữ diễn viên, người mẫu, ca sĩ người Việt Nam
- 27 tháng 9: Ngọc Trinh, Hoa hậu Việt Nam Hoàn cầu 2011
- 30 tháng 9: Bích Phương, nữ ca sĩ người Việt Nam

### Tháng 10
- 5 tháng 10: Midu (Đặng Thị Mỹ Dung), nữ diễn viên, giảng viên, người mẫu kiêm doanh nhân người Việt Nam
- 18 tháng 10: Emily (Nguyễn Hà My), nữ ca sĩ người Việt Nam, vợ của ca sĩ BigDaddy
- 21 tháng 10: Sidonie von Krosigk, nữ diễn viên người Đức
- 22 tháng 10: Huyền Baby (Đặng Ngọc Huyền), nữ ca sĩ người Việt Nam, thành viên nhóm nhạc nữ Lunas
- 24 tháng 10: PewDiePie (Felix Arvid Ulf Kjellberg), YouTuber người Thụy Điển
- 27 tháng 10: Giang Hồng Ngọc, nữ ca sĩ người Việt Nam
- 28 tháng 10: Louis Klamroth, diễn viên người Đức
- 30 tháng 10: Puka (Nguyễn Kiều Cẩm Thơ), nữ diễn viên người Việt Nam, vợ của diễn viên, ca sĩ Gin Tuấn Kiệt

### Tháng 11
- 3 tháng 11: Joyce Jonathan, ca sĩ, nhạc sĩ người Pháp
- 4 tháng 11: Enner Valencia, cầu thủ bóng đá Ecuador
- 20 tháng 11: Ái Phương, nữ ca sĩ, nhạc sĩ, người mẫu, người dẫn chương trình người Việt Nam
- 27 tháng 11: Will, ca sĩ người Việt Nam, thành viên cựu nhóm nhạc 365
- 29 tháng 11: Stefan Bradl, tay đua mô tô người Đức

### Tháng 12
- 4 tháng 12: 
  - Michal Nguyễn, cầu thủ bóng đá người Séc/Việt Nam
  - Võ Thanh Hòa, đạo diễn người Việt Nam
- 5 tháng 12: Kwon Yuri, nữ ca sĩ, diễn viên người Hàn Quốc, thành viên nhóm nhạc nữ Girls' Generation
- 7 tháng 12: Hoàng Phi, diễn viên, dẫn chương trình người Việt Nam
- 12 tháng 12: Harry Eden, diễn viên người Anh
- 13 tháng 12: Taylor Swift, nữ ca sĩ, nhạc sĩ người Mỹ
- 24 tháng 12: Ranee Campen, nữ diễn viên, người mẫu người Thái Lan
- 28 tháng 12: Mackenzie Rosman, nữ diễn viên Mỹ
- 30 tháng 12: Yoon Bo-ra, nữ ca sĩ, rapper, diễn viên, người dẫn chương trình người Hàn Quốc, thành viên nhóm nhạc nữ Sistar
- 31 tháng 12: Quỳnh Như, nữ ca sĩ người Việt Nam

### Không rõ ngày, tháng
- Xemesis (Nghiêm Anh Hiếu), streamer người Việt Nam

## Mất

### Tháng 1
- 3 tháng 1: Robert Thomas, nhà văn Pháp (sinh 1927)
- 3 tháng 1: Sergei Lvovich Sobolev, nhà toán học Nga (sinh 1908)
- 6 tháng 1: Edmund Leach, nhà khoa học gia tự nhiên, nhà nhân loại học (sinh 1910)
- 7 tháng 1: Hirohito, thiên hoàng thứ 124 Nhật Bản. (sinh 1901)
- 8 tháng 1: Jan Cherniavsky, nghệ sĩ dương cầm Canada gốc Ukraina (sinh 1892)
- 11 tháng 1: José Luis Bustamante y Rivero, tổng thống Peru (sinh 1894)
- 13 tháng 1: Joe Spinell, diễn viên Mỹ (sinh 1936)
- 14 tháng 1: Robert Lembke, nhà báo Đức (sinh 1913)
- 18 tháng 1: Bruce Chatwin, nhà văn Anh (sinh 1940)
- 21 tháng 1: Harald Zusanek, nhà văn Áo (sinh 1922)
- 23 tháng 1:
  - Nguyễn Minh Châu, nhà văn Việt Nam (sinh 1930)
  - Salvador Dalí, họa sĩ, nhà văn, nhà điêu khắc, diễn viên (sinh 1904)
- 24 tháng 1: Siegfried Wischnewski, diễn viên Đức (sinh 1922)
- 27 tháng 1: Willibald Kreß, cầu thủ bóng đá Đức (sinh 1906)

### Tháng 2
- 1 tháng 2: Karel Bodlák, nhà phê bình văn học Séc, thi sĩ và thầy giáo (sinh 1903)
- 2 tháng 2: Ondrej Nepela, vận động viên trượt băng nghệ thuật Slovakia (sinh 1951)
- 3 tháng 2: John Cassavetes, diễn viên Mỹ, đạo diễn phim (sinh 1929)
- 4 tháng 2: Gustav Niermann, chính trị gia Đức (sinh 1919)
- 7 tháng 2: Gilbert Simondon, triết gia Pháp
- 8 tháng 2: Osamu Tezuka, bác sĩ Nhật Bản (sinh 1928)
- 12 tháng 2: Thomas Bernhard, nhà văn Áo (sinh 1931)
- 16 tháng 2: Ida Ehre, nữ diễn viên (sinh 1900)
- 17 tháng 2: Johannes Sobek, cầu thủ bóng đá Đức (sinh 1900)
- 17 tháng 2: Marguerite Roberts, nữ tác giả kịch bản (sinh 1905)
- 22 tháng 2: Sándor Márai, nhà văn Hungary (sinh 1900)
- 23 tháng 2: Alfred Dallinger, chính trị gia Áo (sinh 1926)
- 27 tháng 2: Paul Oswald Ahnert, nhà thiên văn học Đức (sinh 1897)
- 27 tháng 2: Konrad Lorenz, nhà sinh vật học, nhận Giải thưởng Nobel (y học) (sinh 1903)
- 28 tháng 2: Hermann Burger, nhà văn Thụy Sĩ (sinh 1942)

### Tháng 3
- 1 tháng 3: Ernst Wilm, mục sư Đức (sinh 1901)
- 6 tháng 3: Wolfgang Haußmann, chính trị gia Đức (sinh 1903)
- 8 tháng 3: Stuart Hamblen, nhạc sĩ nhạc đồng quê Mỹ (sinh 1908)
- 8 tháng 3: Elisabeth Bykova, người đánh cờ Xô Viết (sinh 1913)
- 14 tháng 3: Zita von Bourbon-Parma, hoàng hậu cuối cùng của Áo (sinh 1892)
- 18 tháng 3: Harold Jeffreys, nhà toán học Anh, nhà thiên văn học (sinh 1891)
- 20 tháng 3: Peter René Körner, diễn viên Đức, nam ca sĩ (sinh 1921)
- 21 tháng 3: Cesare Musatti, nhà toán học, triết gia, nhà tâm lý học (sinh 1897)
- 26 tháng 3: Manfred Seipold, diễn viên Đức (sinh 1941)
- 27 tháng 3: Cláudio Santoro, nhà soạn nhạc Brasil (sinh 1919)
- 28 tháng 3: Ruth Seydewitz, nữ nhà báo Đức, nhà văn nữ (sinh 1905)

### Tháng 4
- 1 tháng 4: Erich Lüth, nhà xuất bản (sinh 1902)
- 4 tháng 4: Baruch Harold Wood, kiện tướng cờ vua Anh. (sinh 1909)
- 5 tháng 4: Karel Zeman, đạo diễn phim Séc (sinh 1910)
- 12 tháng 4:
- Sugar Ray Robinson, võ sĩ quyền Anh Hoa Kỳ, được nhiều đánh giá là võ sĩ quyền Anh vĩ đại nhất mọi thời đại (sinh 1921)[1]
- Edi Finger, nhà báo thể thao (sinh 1924)
- 15 tháng 4: Charles Vanel, diễn viên Pháp, đạo diễn phim (sinh 1892)
- 16 tháng 4: Ishikawa Kaoru, nhà hóa học Nhật Bản (sinh 1915)
- 19 tháng 4: Daphne du Maurier, nhà văn nữ Anh (sinh 1907)
- 22 tháng 4: Emilio Segrè, nhà vật lý học Mỹ (sinh 1905)
- 23 tháng 4: Kurt Jung, chính trị gia Đức (sinh 1925)
- 23 tháng 4: Marc Daniels, đạo diễn phim Mỹ, nhà sản xuất phim, tác giả kịch bản (sinh 1912)
- 24 tháng 4: Franz Binder, cầu thủ bóng đá Áo (sinh 1911)
- 24 tháng 4: Max Eisinger, kỳ thủ Đức (sinh 1909)
- 25 tháng 4: George Coulouris, diễn viên Anh (sinh 1903)
- 26 tháng 4: Lucille Ball, nữ diễn viên Mỹ (sinh 1911)
- 28 tháng 4: Géza von Cziffra, đạo diễn phim Đức, tác giả kịch bản (sinh 1900)
- 30 tháng 4: Sergio Leone, đạo diễn phim Ý (sinh 1929)

### Tháng 5
- 1 tháng 5: Edward Ochab, chính trị gia Ba Lan (sinh 1906)
- 2 tháng 5: Meindert Boekel, nhà soạn nhạc Hà Lan, người điều khiển dàn nhạc (sinh 1915)
- 2 tháng 5: Giuseppe Siri, Hồng y Giáo chủ Ý (sinh 1906)
- 4 tháng 5: Veniamin Alexandrovich Kaverin, nhà văn Nga (sinh 1902)
- 10 tháng 5: Hassler Whitney, nhà toán học (sinh 1907)
- 17 tháng 5: Walter Gross, diễn viên Đức (sinh 1904)
- 18 tháng 5: Hermann Höcherl, chính trị gia Đức (sinh 1912)
- 19 tháng 5: C. L. R. James, nhà phê bình nghệ thuật, nhà báo, nhà văn (sinh 1901)
- 20 tháng 5: John Richard Hicks, nhà kinh tế học (sinh 1904)
- 21 tháng 5: August Holweg, chính trị gia (sinh 1905)
- 21 tháng 5: Tito Colliander, nhà văn (sinh 1904)
- 22 tháng 5: Gerd Oswald, đạo diễn phim Đức, nhà sản xuất phim, diễn viên, tác giả kịch bản (sinh 1919)
- 26 tháng 5: Rainer Willingstorfer, nghệ nhân Áo (sinh 1940)
- 28 tháng 5: Erwin Welke, chính trị gia Đức
- 29 tháng 5: John Cipollina, nhạc sĩ nhạc rock Mỹ, người chơi đàn ghita (sinh 1943)
- 30 tháng 5: Claude Pepper, chính trị gia Mỹ (sinh 1900)
- 31 tháng 5: Raissa Orlowa-Kopelewa, nhà văn nữ Nga (sinh 1918)

### Tháng 6
- 4 tháng 6: Ingeborg Kleinert, nữ chính trị gia Đức, nghị sĩ quốc hội liên bang (sinh 1926)
- 7 tháng 6: Chico Landi, tay đua Công thức 1 (sinh 1907)
- 9 tháng 6: Wolfdietrich Schnurre, nhà văn Đức (sinh 1920)
- 9 tháng 6: George Wells Beadle, nhà sinh vật học Mỹ (sinh 1903)
- 10 tháng 6: Richard Quine, diễn viên Mỹ, tác giả kịch bản, nhà sản xuất, đạo diễn phim (sinh 1920)
- 14 tháng 6: Joseph-Albert Malula, tổng Giám mục của Kinshasa, Hồng y (sinh 1917)
- 15 tháng 6: Victor French, diễn viên Mỹ, đạo diễn phim (sinh 1934)
- 20 tháng 6: Otto Kässbohrer, doanh nhân Đức (sinh 1904)
- 23 tháng 6: Timothy Manning, tổng Giám mục Los Angeles, Hồng y (sinh 1909)

### Tháng 7
- 2 tháng 7: Andrei Andreyevich Gromyko, chính trị gia Xô Viết, bộ trưởng Bộ Ngoại giao (sinh 1909)
- 2 tháng 7: Franklin J. Schaffner, đạo diễn phim Mỹ (sinh 1920)
- 4 tháng 7: Dik Browne, họa sĩ vẽ tranh cho truyện comic Mỹ (sinh 1917)
- 6 tháng 7: János Kádár, chính trị gia Hungary (sinh 1912)
- 8 tháng 7: August Haußleiter, chính trị gia Đức, nhà báo (sinh 1905)
- 10 tháng 7: Jean-Michel Charlier, họa sĩ vẽ tranh cho truyện comic Bỉ (sinh 1924)
- 15 tháng 7: Josef Bauer, chính trị gia Đức, nghị sĩ quốc hội liên bang (sinh 1915)
- 17 tháng 7: Nicolas Guillen, thi sĩ Cuba, nhà văn (sinh 1902)
- 17 tháng 7: Heinz Risse, nhà văn Đức (sinh 1898)
- 19 tháng 7: Kazimierz Sabbat, luật gia Ba Lan, doanh nhân, chính trị gia (sinh 1913)
- 19 tháng 7: Carl-Heinz Schroth, diễn viên Áo, đạo diễn phim (sinh 1902)
- 23 tháng 7: Donald Barthelme, nhà văn Mỹ (sinh 1931)
- 27 tháng 7: Dolf Sternberger, nhà chính trị học Đức, nhà báo (sinh 1907)

### Tháng 8
- 2 tháng 8: Luiz Gonzaga, nam ca sĩ, nhà soạn nhạc (sinh 1912)
- 8 tháng 8: Jiří Šotola, thi sĩ Séc, nhà văn (sinh 1924)
- 12 tháng 8: Samuel Okwaraji, cầu thủ người Nigeria (sinh 1964)
- 12 tháng 8: William B. Shockley, nhà vật lý học Mỹ, Giải thưởng Nobel (sinh 1910)
- 15 tháng 8: Heinrich Krone, chính trị gia Đức (sinh 1895)
- 16 tháng 8: Amanda Blake, nữ diễn viên Mỹ (sinh 1929)
- 21 tháng 8: Raul Seixas, nhạc sĩ Brasil (sinh 1945)
- 22 tháng 8: George Bernard Flahiff, Hồng y (sinh 1905)
- 23 tháng 8: Ronald D. Laing, bác sĩ tâm thần Anh (sinh 1927)
- 29 tháng 8: Sir Peter Scott, nhà nghiên cứu tự nhiên Anh

### Tháng 9
- 1 tháng 9: Kazimierz Deyna, cầu thủ bóng đá Ba Lan (sinh 1947)
- 3 tháng 9: Gaetano Scirea, cầu thủ bóng đá (sinh 1953)
- 9 tháng 9: Meta Merz, nhà văn nữ Áo (sinh 1965)
- 12 tháng 9: Géza Frid, nhà soạn nhạc Hà Lan, nghệ sĩ dương cầm (sinh 1904)
- 13 tháng 9: Hermann Andersen, chính trị gia Đức (sinh 1901)
- 14 tháng 9: Dámaso Pérez Prado, nhạc sĩ Cuba, nhà soạn nhạc (sinh 1916)
- 15 tháng 9: Robert Penn Warren, nhà văn Mỹ, thi sĩ (sinh 1905)
- 16 tháng 9: Bruno Heck, chính trị gia Đức (sinh 1917)
- 16 tháng 9: Arno Behrisch, chính trị gia Đức (sinh 1913)
- 18 tháng 9: Rudolf Krämer-Badoni, nhà văn Đức (sinh 1913)
- 21 tháng 9: Heinz Pöhler, chính trị gia Đức
- 22 tháng 9: Irving Berlin, nhà soạn nhạc Mỹ (sinh 1888)
- 26 tháng 9: Lieselotte Berger, nữ chính trị gia Đức (sinh 1920)
- 28 tháng 9: Ferdinand Marcos, tổng thống Philippines (sinh 1917)
- 30 tháng 9: Virgil Thomson, nhà soạn nhạc Mỹ (sinh 1896)

### Tháng 10
- 1 tháng 10: Eric Ball, nhà soạn nhạc Anh, người điều khiển dàn nhạc (sinh 1903)
- 4 tháng 10: Graham Chapman, diễn viên Anh, nhà văn (sinh 1941)
- 6 tháng 10: Willy Stahl, chính trị gia Đức (sinh 1903)
- 6 tháng 10: Bette Davis, nữ diễn viên Mỹ (sinh 1908)
- 11 tháng 10: Marion King Hubbert, nhà địa chất Mỹ (sinh 1903)
- 14 tháng 10: Günther Ungeheuer, diễn viên Đức (sinh 1925)
- 15 tháng 10: Danilo Kiš, nhà văn Serbia (sinh 1935)
- 18 tháng 10: Harvey Hart, đạo diễn phim Mỹ, nhà sản xuất phim (sinh 1928)
- 28 tháng 10: Kateb Yacine, nhà văn Algérie (sinh 1929)
- 30 tháng 10: Aristid Lindenmayer, nhà sinh vật học Hungary (sinh 1925)
- 31 tháng 10: Conrad Beck, nhà soạn nhạc Thụy Sĩ (sinh 1901)

### Tháng 11
- 1 tháng 11: Heinrich Bredt, bác sĩ Đức (sinh 1906)
- 4 tháng 11: Bohumil Váňa, vận động viên bóng bàn Séc (sinh 1920)
- 5 tháng 11: Vladimir Horowitz, nghệ sĩ dương cầm Mỹ
- 12 tháng 11: Sourou-Migan Apithy, cựu tổng thống của Bénin (sinh 1913)
- 14 tháng 11: Dinah Nelken, nhà văn nữ Đức, nữ tác giả kịch bản (sinh 1900)
- 19 tháng 11: Hermann Claasen, nhiếp ảnh gia Đức (sinh 1899)
- 20 tháng 11: Leonardo Sciascia, nhà văn Ý (sinh 1921)
- 21 tháng 11: Heiko Fischer, vận động viên trượt băng nghệ thuật (sinh 1960)
- 26 tháng 11: Frank Zwillinger, nhà văn Áo (sinh 1909)
- 30 tháng 11: Ahmadou Ahidjo, tổng thống Cameroon (sinh 1924)

### Tháng 12
- 8 tháng 12: Hans Hartung, họa sĩ, nghệ sĩ tạo hình (sinh 1904)
- 14 tháng 12: Andrei Dmitrievich Sakharov, nhà vật lý Xô Viết, Giải Nobel về hòa bình (sinh 1921)
- 16 tháng 12: Oscar Galvez, tay đua Công thức 1 (sinh 1913)
- 16 tháng 12: Emile de Antonio, đạo diễn phim (sinh 1919)
- 16 tháng 12: Silvana Mangano, nữ diễn viên Ý (sinh 1930)
- 18 tháng 12: Hans Helmut Dickow, diễn viên Đức (sinh 1927)
- 21 tháng 12: Ján Cikker, nhà soạn nhạc Slovakia (sinh 1911)
- 22 tháng 12: Samuel Beckett, nhà văn Ireland, Giải Nobel văn học (sinh 1906)
- 23 tháng 12: Richard Rado, nhà toán học Đức (sinh 1906)
- 25 tháng 12: Nicolae Ceauşescu, chính trị gia, tổng thống Romania (sinh 1918)
- 25 tháng 12: Elena Ceauşescu, nữ chính trị gia Romania, vợ của Nicolae Ceauşescu (sinh 1916)
- 26 tháng 12: Lennox Berkeley, nhà soạn nhạc Anh (sinh 1903)
- 28 tháng 12: Hermann Oberth, nhà vật lý học Đức (sinh 1894)
- 28 tháng 12: Walter Seuffert, luật gia Đức, chính trị gia (sinh 1907)
- 30 tháng 12: Gerhard Altenbourg, họa sĩ Đức, nghệ sĩ tạo hình (sinh 1926)

## Giải thưởng Nobel
- Hóa học - Sidney Altman, Thomas R. Cech
- Văn học - Camilo José Cela
- Hòa bình - Đăng-châu Gia-mục-thố (Tenzin Gyatso), Đạt-lại Lạt-ma thứ 14
- Vật lý - Norman F. Ramsey, Hans G. Dehmelt, Wolfgang Paul
- Y học - J. Michael Bishop, Harold E. Varmus
- Kinh tế - Ronald Coase